# Nationalliga A (Eishockey) 1946/47
Die Saison 1946/1947 war die neunte reguläre Austragung der Nationalliga A, der höchsten Schweizer Spielklasse im Eishockey. Schweizer Meister wurde der HC Davos.

## Modus
Im Gegensatz zum Vorjahr wurde die Liga zunächst in zwei Gruppen zu je vier Mannschaften aufgeteilt. Jede Mannschaft spielte in Hin- und Rückspiel gegen die drei Gegner in ihrer Gruppe, wodurch die Gesamtzahl der Spiele pro Mannschaft in der Hauptrunde sechs betrug. Anschliessend qualifizierten sich die beiden Gruppensieger für den Final, welcher in Hin- und Rückspiel ausgetragen wurde. Die beiden Gruppenletzten spielten untereinander ebenfalls in Hin- und Rückspiel die Mannschaft aus, die gegen den besten Zweitligisten in der Relegation antreten musste. Für einen Sieg erhielt jede Mannschaft zwei Punkte, bei einem Unentschieden einen Punkt. Bei einer Niederlage erhielt man keine Punkte.

## Hauptrunde

### Gruppe 1
| Pl. | Team                | Sp. | S | U | N | Tore  | Pkt. |
| --- | ------------------- | --- | - | - | - | ----- | ---- |
| 1.  | Zürcher SC          | 6   | 5 | 1 | 0 | 57:26 | 11   |
| 2.  | EHC Basel-Rotweiss  | 6   | 2 | 2 | 2 | 33:28 | 6    |
| 3.  | Montchoisi Lausanne | 6   | 2 | 1 | 3 | 25:28 | 5    |
| 4.  | Grasshopper-Club    | 6   | 0 | 2 | 4 | 28:61 | 2    |

### Gruppe 2
| Pl. | Team                      | Sp. | S | U | N | Tore  | Pkt. |
| --- | ------------------------- | --- | - | - | - | ----- | ---- |
| 1.  | HC Davos                  | 6   | 6 | 0 | 0 | 46:8  | 12   |
| 2.  | EHC Arosa                 | 6   | 3 | 0 | 3 | 56:43 | 6    |
| 3.  | Young Sprinters Neuchâtel | 6   | 3 | 0 | 3 | 48:62 | 6    |
| 4.  | SC Bern                   | 6   | 0 | 0 | 6 | 18:55 | 0    |

## Final
- Zürcher SC – HC Davos 1:8/2:4

Der HC Davos dominierte zunächst die Gruppe 2 mit sechs Siegen in sechs Hauptrundenspielen bei einem Torverhältnis von 46:8. Anschliessend konnte sich die Mannschaft auch souverän gegen den Sieger der Gruppe B, den Zürcher SC, in zwei Spielen bei einem Torverhältnis von 12:3 durchsetzen und gewann damit den 19. Schweizer Meistertitel der Vereinsgeschichte.

## Abstiegsrunde
- Grasshopper-Club – SC Bern 9:8/6:11

In der Abstiegsrunde traf der Grasshopper-Club, der immerhin zwei Unentschieden in der Hauptrunde erreicht hatte auf den punktlosen SC Bern. Letzterer setzte sich letztlich souverän in Hin- und Rückspiel mit vier Toren unterschied durch. Ursprünglich wurde das zweite Spiel mit 5:0 für die Mannschaft aus Zürich gewertet, da Bern zu spät zum Spiel eintraf, jedoch wehrte sich der SC Bern schliesslich erfolgreich gegen die Wertung des Spieles, woraufhin ein drittes Spiel beider Mannschaften angesetzt wurde.

## Relegation
- Grasshopper-Club – EHC Chur 5:3

Im Entscheidungsspiel um den Klassenerhalt konnte sich der Grasshopper-Club gegen Chur souverän durchsetzen und blieb in der Nationalliga A.